# Kristrup
Kristrup er en bydel i Randers. Den er placeret sydvest for Gudenåen og tæller i dag cirka 3.000 indbyggere.
Transport fra Randers til Djursland foregår gennem Kristrup; enten via Grenåvej eller Århusvej. Forstaden er blandt andet kendt for den smukke Kristrup Kirke. En kirke som ofte huser bryllupper – utvivlsomt på grund af dens særlige ydre og idylliske placering.
Kristrup skole, beliggende i Kristrup, har et samlet elevtal på 634 (2019/2020)

## Arkitektur
Arkitektonisk set er Kristrup en meget varieret bydel. Den huser både bindingsværkshuse, moderne villaer, gamle gårde og lejlighedskomplekser. Denne variation skyldes, at Kristrup ikke er bygget op på én gang, men derimod har udviklet sig gennem skiftende tider.